# 268 TCN
268 TCN là một năm trong lịch La Mã.